# Volatilitás (programozás)
A volatilitás fogalma a programozásban arra utal, hogy egy érték (pl. változó, függvényérték, objektumtulajdonság) mennyire változó, jelesül hogy több egymást követő hozzáférés során garantálható-e az állandósága. Egy volatilis, azaz változékony érték több okból módosulhat két hozzáférés között. Például a függvény a háttértárból vagy az adatbázisból vett adatokkal dolgozik, amelyek megváltozhatnak közben, függ az órajeltől, vagy egy objektum valamilyen tulajdonságát a többszálas programozás során egy másik szál módosíthatja. Ezt az információt az optimalizáló algoritmusok hasznosíthatják, illetve a többszálas program szervezésében is szerepet játszik. A fogalom pontos tartalma azonban programozási nyelvenként eltérő.

## A PostgreSQL-ben
A PostgreSQL adatbázis-kezelő rendszerben a volatilitás a függvények visszatérési értéke és mellékhatásai alapján megállapított kategória. Három szintje van:
Volatile (volatilis)A függvény értéke azonos paraméterekkel is hívásról hívásra változhat, módosítja az adatbázist vagy más mellékhatása van. Akkor is ezt a kategóriát kell használni, ha a függvény a random(), currval(), timeofday() vagy ehhez hasonló folyton változó értékű függvények valamelyikét használja. Ez az alapértelmezés szerinti szint, vagyis ha nem használunk külön szintjelölőt, a függvény volatilis lesz. A volatilis függvényeket az optimalizálás során nem lehet egyszerűsíteni, minden alkalommal le kell futniuk.
Stable (stabil)A függvény nem módosíthatja az adatbázist, és egy munkameneten belül azonos paraméterekkel garantáltan azonos eredményt ad. Ilyen lehet például egy indexelésen alapuló összehasonlítás. Az optimalizáló gondoskodik róla, hogy a függvény csak egyszer fusson le, és a továbbiakban a kapott értéket hasznosítja.
Immutable (megváltoztathatatlan)A függvény nem változtat az adatbázis állapotán, és azonos paraméterekkel garantáltan mindig ugyanazt az eredményt adja. Ez a legjobban optimalizálható szint. Például ha egy adatbázistábla egyik mezőjében 1 jelöli, hogy a felhasználó férfi, 2, hogy nő, és írunk egy nem() függvényt, amely szövegesen rendre a 'férfi', 'nő' értékeket adja vissza ezekre a számokra, és minden más bemenetre a NULL értéket, akkor ez egy megváltoztathatatlan függvény lesz, mert ahányszor a 2 argumentummal hívjuk meg, mindig a 'nő' értéket kapjuk, és nincs mellékhatása. Az optimalizáló így a függvényhívásokat konstans értékekkel helyettesítheti, ami nagyon sok rekordon való futtatás esetén jelentős gyorsulást okoz.
A gyorsabb működés érdekében ajánlott a lehetséges legmagasabb volatilitási szint megjelölése.